# Hrabstwo Polk (Teksas)

Piramida wieku hrabstwa

Hrabstwo Polk – hrabstwo położone w USA w stanie Teksas. Utworzone w 1836 r. Siedzibą hrabstwa jest miasto Livingston.

## Miasta
- Corrigan
- Goodrich
- Onalaska
- Seven Oaks
- Livingston

## CDP
- Cedar Point
- Indian Springs
- Pleasant Hill
- West Livingston

## Sąsiednie hrabstwa
- Hrabstwo Angelina (północ)
- Hrabstwo Tyler (wschód)
- Hrabstwo Hardin (południowy wschód)
- Hrabstwo Liberty (południe)
- Hrabstwo San Jacinto (południowy zachód)
- Hrabstwo Trinity (północny zachód)

## Gospodarka
44% areału hrabstwa zajmują obszary leśne, 34% pasterskie i 18% to obszary uprawne. Główną działalnością pozostaje przemysł drzewny, ponadto akwakultura, hodowla koni, wydobycie gazu ziemnego, ropy naftowej, uprawa siana i hodowla kóz.  

## Demografia
Według spisu w 2020 roku liczy 50,1 tys. mieszkańców, w tym byli:
- biali nielatynoscy – 71,1%
- Latynosi – 15,6%
- czarni lub Afroamerykanie – 9,6%
- rdzenni Amerykanie – 2,3%
- Azjaci – 0,9%.

## Religia

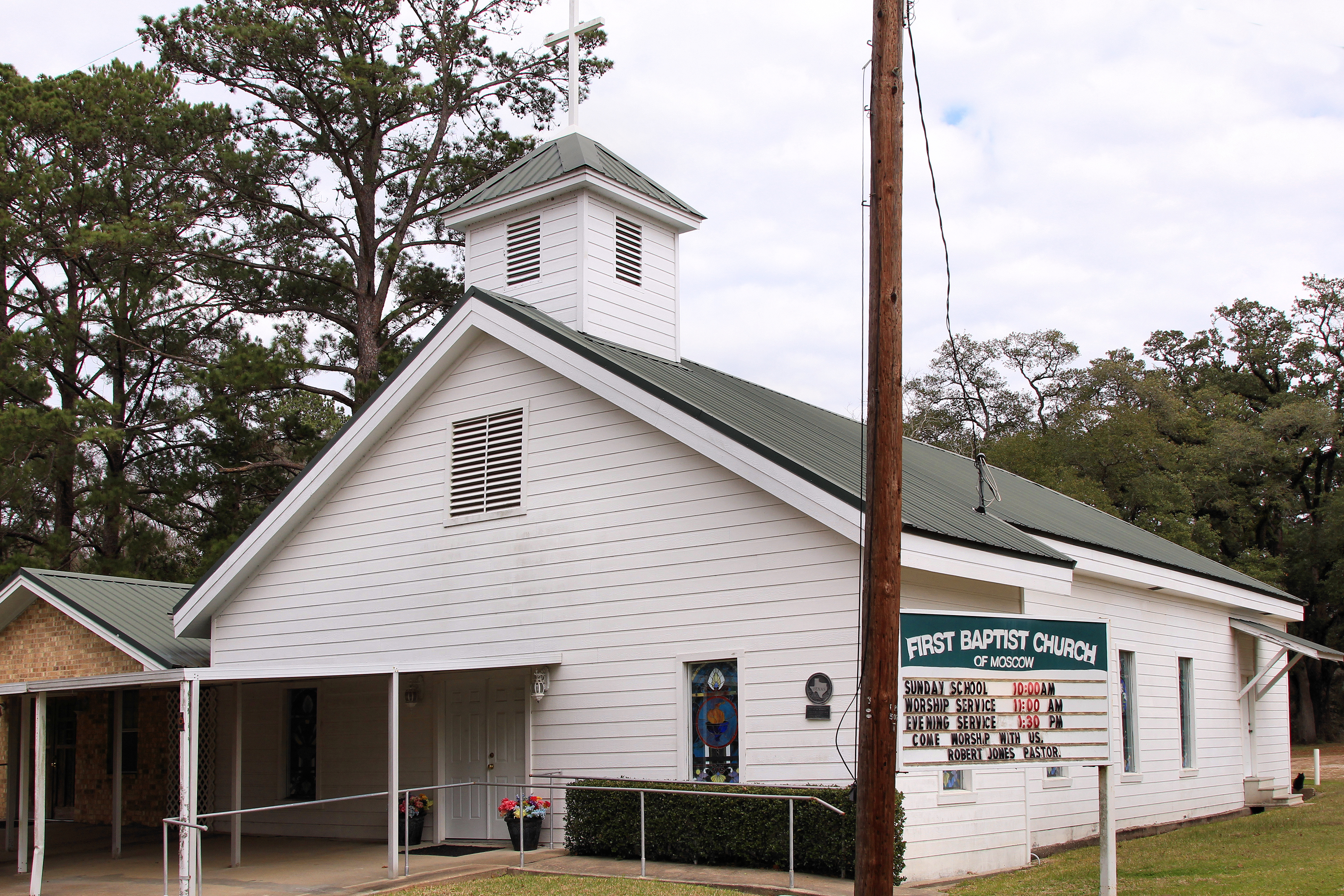
Pierwszy Kościół Baptystów w Moscow

Największą grupę w hrabstwie stanowią ewangelikalni protestanci. Do największych organizacji w 2020 roku należały:
- Południowa Konwencja Baptystów (5,2 tys. członków)
- Kościół katolicki (2,6 tys.)
- Narodowa Misyjna Konwencja Baptystyczna Ameryki (2,5 tys.)
- Zjednoczony Kościół Metodystyczny (1,9 tys.)
- Bezdenominacyjne Kościoły Chrześcijańskie (1,4 tys.)
- Zbory Boże (1,1 tys.)
- Baptystyczne Misyjne Stowarzyszenie Ameryki (14 zborów)
- Zjednoczony Kościół Zielonoświątkowy (7 zborów).